# Escalfament estratosfèric sobtat
L'escalfament o calfament estratosfèric sobtat és un fenomen meteorològic que es produeix a l'estratosfera quan té lloc un augment ràpid de la temperatura, amb valors de fins a uns 50 °C en només un parell de dies, entre els 10 i 50 km per sobre de la superfície terrestre. Aquest escalfament va precedit per una desacceleració i posterior inversió dels vents de l'oest al vòrtex polar estratosfèric. Aquest fenomen se sol produir amb una freqüència d'unes sis vegades per decenni a l'hemisferi nord, i aproximadament una vegada cada 20-30 anys a l'hemisferi sud.